# 그라디우스 (비디오 게임)
그라디우스(Gradius)는 일본 코나미사의 횡스크롤 슈팅 게임으로, 1985년 5월(네메시스는 같은 해 10월 발매)에 최초로 제작되었다. 파워업 게이지의 개념을 도입하여 원하는 파워업을 할 수 있고 또한 같은 해 3월 5일에 만들어진 종스크롤 슈팅게임 트윈비에 처음 도입되었던 분신공격과 방어막 개념도 도입되었다. 모든 스테이지를 클리어하여 엔딩을 본 이후에도 다시 처음 스테이지로 돌아옴과 함께 난이도가 상승함으로써 실력이 닿는 데까지 무한정으로 점수를 쌓을 수 있어 슈팅 게임 매니아들로부터 큰 인기를 끌었다. 또한 그라디우스 시리즈에서 파생된 것으로 사라만다, 파로디우스 등이 있다.
그라디우스는 최초 제작 당시 아케이드 게임용으로 첫 출시되었고 그 이후 패미컴, 슈퍼패미컴, MSX 등 여러 기종으로 이식되었다.

## 스토리
‘그라디우스’라는 행성을 중심으로 한 스토리로, 박테리안의 군대에 맞서 싸우는 내용이다.
주인공 전투기의 이름은 빅 바이퍼(Vic Viper)이다.

## 간략한 게임 설명
최초의 그라디우스를 기준으로 설명한다.

### 파워업
파워업은 게이지의 왼쪽부터 Speed Up, Missile, Double, Laser, Option, Shield의 6가지가 있다. 붉은 색 캡슐을 얻을 때마다 오른쪽으로 한 칸씩 이동하고, 게이지의 마지막에서 캡슐을 얻으면 다시 첫 칸인 Speed Up으로 이동한다. 그러다가 원하는 파워업 게이지에 도달했을 때 파워업 버튼을 누르면 된다. 이 형식은 전 시리즈 공통이다.
- Speed Up : 속도를 한 단계 올린다.
- Missile : 땅을 기어가는 미사일을 발사할 수 있다.
- Double : 45도 위로 올라가는 탄이 동시 발사된다.
- Laser : 정면으로 레이저를 발사한다.
- Option : 분신을 만들어서 공격한다. 최다 4개까지 허용된다. (기종에 따라서는 2개까지인 경우도 있다.)
- Shield : 기체의 전방을 방어한다. 파워 업 게이지에는 물음표(?)로 표시된다.

상기의 파워업은 시리즈를 거듭할수록 다양해진다.

### 스테이지
아케이드를 기준으로 설명한다.
- 스테이지 1 : 화산
- 스테이지 2 : 돌 벽
- 스테이지 3 : 모아이
- 스테이지 4 : 화산 (뒤집힘)
- 스테이지 5 : 촉수괴물
- 스테이지 6 : 특수세포
- 스테이지 7 : 기지

거의 모든 시리즈에 화산과 모아이가 있으며 기지로 끝낸다.
- MSX와 PC 엔진 기반에서는 스테이지 4와 스테이지 5 사이에 뼈 스테이지가 하나 더 있으며, 어떤 지점에 들어서면 보너스 스테이지가 나온다.

### 적군
보스를 제외한 적군들은 아래와 같다.
- 스테이지의 첫 부분은 공중전이다. 여기서는 작은 적들이 나온다. 한 방에 죽일 수 있다. 편대로 돌진하는 것을 모두 죽이거나 붉은 것을 죽이면 캡슐이 나온다. 전 시리즈 공통이다.
- 본격적으로 돌입했을 때는 일부 스테이지를 제외하고는 육상에서 공격하는 적들과 벙커도 나온다. 역시 한 방에 죽일 수 있으며 붉은 것을 죽이면 캡슐이 나온다. 역시 이것도 전 시리즈 공통이다.
- 스테이지 2와 스테이지 7에 등장하는 네모꼴의 적은 화면 중간에 갑자기 나오기도 한다.
- 스테이지 4의 중간보스나 스테이지 5의 촉수괴물 등은 한 방에 죽지 않는다.

적군들도 시리즈를 거듭할수록 더욱 다양해진다.
- 스테이지 6과 스테이지 7을 제외한 모든 스테이지의 보스 명칭은 ‘빅 코어(Big Core)’로, 거의 모든 시리즈에 등장한다.
- 최종 스테이지인 스테이지 7의 보스는 공격을 하지 않는다. 이는 대부분의 시리즈에도 적용된다.

## 배경음악
| 장면                     | 트랙명                   |
| ------------------------ | ------------------------ |
| 부팅 (버블시스템에 한함) | Morning Music            |
| 공중전                   | Beginning of the History |
| 스테이지 1               | Challenger 1985          |
| 스테이지 2               | Beat Bank                |
| 스테이지 3               | Blank Mask               |
| 스테이지 4               | Free Flyer               |
| 스테이지 5               | Mazed Music              |
| 스테이지 6               | Mechanical Globule       |
| 스테이지 7               | Final Attack             |
| 보스전                   | Aircraft Carrier         |
| 게임오버                 | Game Over                |
| 랭킹                     | Historic Soldier         |
| 미사용곡                 | (불명)                   |

## 평가
| 평론 점수     | 평론 점수 |
| 평론사        | 점수      |
| ------------- | --------- |
| 올게임        | [ 3 ]     |
| 크래시        | 59%       |
| CVG           | 37/40     |
| 싱클레어 유저 | [ 6 ]     |
| 유어 싱클레어 | 8/10      |

| 수상          | 수상              |
| 평론사        | 수상              |
| ------------- | ----------------- |
| Sinclair User | SU Classic        |
| C+VG          | Game Of The Month |